# Żlebińskie Turnie
Żlebińskie Turnie (słow. Žlebinské turne, Žľabinské Turne) – lesiste wzniesienie z grupą turni po północnej stronie Tatr Bielskich. Jego nazwa pochodzi od pobliskiej Żlebiny. Na słowackiej mapie Żlebińskie Turnie mają wysokość 1411 m, taką samą na mapie Polkartu, ale Wielka encyklopedia tatrzańska i Władysław Cywiński, autor jedynego szczegółowego przewodnika po Tatrach Bielskich, podają wysokość 1401 m.
Żlebińskie Turnie wznoszą  się w długim, północno-wschodnim ramieniu Płaczliwej Skały, poniżej Głośnej Skały, od której oddzielone są Żlebińską Przełęczą Wyżnią (ok. 1350 m). Na Żlebińskich Turniach rozgałęzia się ona na dwa ramiona – Wielki Regiel i Mały Regiel, obejmujące Dolinę Ptasiowską. Od Wielkiego Regla oddziela je Żlebińska Przełęcz (ok. 1270 m), od Małego Regla Ptasiowskie Siodło. Stoki południowo-wschodnie opadają do Głośnego Żlebu, północno-zachodnie do Żlebiny. Partie szczytowe porośnięte są kosodrzewiną, grzbiety porasta las. W całym masywie wznoszą się liczne wapienne turnie. Największa z nich po północnej stronie ma względną wysokość ok. 20 m, mniejsza, południowa – kilkanaście metrów, oprócz tego grzbiet upstrzony jest mniejszymi turniczkami. Ze Żlebińskiej Przełęczy Wyżniej na szczyt Żlebińskich Turni prowadzi ścieżka. Po jej prawej stronie znajduje się szczelina o głębokości około 3 m i długości 8 m. Nieco powyżej niej znajduje się skalny filarek z dwoma oknami skalnymi o długości około 3 m.